# ピンクのしっぽ
『ピンクのしっぽ』は、2000年4月から2003年3月まで岩手めんこいテレビ（mit）で土曜日に放送されていた情報番組。

## 概要
- 『土曜は見っと!』から路線変更し、主に女性層にアピールする内容となった。
- 『土曜は見っと!』同様、スタジオは無く県内各地からの生中継。
- 初代MCは『土曜は見っと!』から引き続いて熊谷麻衣子と入社2年目の坂口奈央が担当。
- 2002年9月、熊谷がめんこいテレビを退社するのに伴い降板。
- 2002年10月、MCが高橋裕二へ交代。放送時間が12:00スタートになり、10分短縮される。
- 2003年3月、放送終了。

## 放送時間の変遷
- 土曜 11:50 - 12:30 （2000年4月 - 2002年9月）
- 土曜 12:00 - 12:30 （2002年10月 - 2003年3月）
- 前番組同様、年に数回1時間スペシャルを放送していた。

## 出演者
- 熊谷麻衣子（当時・岩手めんこいテレビアナウンサー、2000年4月 - 2002年9月）
- 坂口奈央（当時・岩手めんこいテレビアナウンサー、2000年4月 - 2003年3月）
- 高橋裕二（岩手めんこいテレビアナウンサー、2002年10月 - 2003年3月）

| 岩手めんこいテレビ 土曜日の情報番組 | 岩手めんこいテレビ 土曜日の情報番組 | 岩手めんこいテレビ 土曜日の情報番組 |
| 前番組                              | 番組名                              | 次番組                              |
| ----------------------------------- | ----------------------------------- | ----------------------------------- |
| 土曜は見っと!                       | ピンクのしっぽ                      | 空飛ぶ三輪車                        |